# Kiran Klaus Patel
Kiran Klaus Patel (Villingen, 3 ottobre 1971) è uno storico tedesco naturalizzato britannico.
Patel è professore all'Università di Monaco dal 2019. In precedenza è stato professore associato all'Università Humboldt di Berlino (2002-2007), professore all`Istituto universitario europeo di Firenze (2007-2011) e professore all`Università di Maastricht (2011-2019). È stato inoltre visiting fellow/professore presso l'École des hautes études en sciences sociales (Parigi), Sciences Po (Parigi), l'Università di Harvard (Cambridge, MA), l'Università di Oxford, la London School of Economics e la Scuola Normale Superiore (Pisa/Firenze).
Le sue ricerche sulla storia europea, americana e globale hanno ottenuto un notevole riscontro; sono state pubblicate in diverse lingue e premiate con diversi riconoscimenti.
È membro della Royal Historical Society.

## Opere
- Soldiers of Labor: Labor Service in Nazi Germany and New Deal America, 1933-1945 (New York: Cambridge University Press, 2005).
- Fertile ground for Europe? The history of European Integration and the Common Agricultural Policy since 1945 (Baden Baden: Nomos, 2009).
- The United States and Germany during the Twentieth Century: Competition and Convergence (con Christof Mauch) (New York: Cambridge University Press, 2010)
- The Cultural Politics of Europe: European Capitals of Culture and European Union since the 1980s (Londra: Routledge, 2013).
- European Integration and the Atlantic Community in the 1980s (New York: Cambridge University Press, 2013).
- Historical Foundations of EU Competition Law(con  Heike Schweitzer) (Oxford: Oxford University Press, 2014).
- The New Deal: A Global History (Princeton: Princeton University Press, 2017).
- Project Europe: A History (Cambridge: Cambridge University Press, 2020). Inizialmente pubblicato come Projekt Europa: Eine kritische Geschichte (Monaco di Baviera: Beck, 2018).